# Corfitz Beck-Friis (1824–1897)
Corfitz Augustin Beck-Friis, född 12 februari 1824 i Stockholm, död 16 april 1897 på Börringeklosters slott, var svensk greve, lanthushållare och riksdagsman.

## Biografi
Beck-Friis blev 1840 student vid Lunds universitet, där han 1844 promoverades till filosofie magister. Han blev samma år attaché i Paris, vilket var början på hans diplomatiska bana som han lämnade 1852, då han istället blev andre sekreterare i kabinettet. Som självskriven ledamot av ridderskapet och adeln bevistade han ståndsriksdagarna 1850–66 och var 1867–84 ledamot av första kammaren för Malmöhus län samt innehade därunder alltsedan 1867 plats i statsutskottet.
Han var 1870–73 vice ordförande och 1873–82 ordförande i Malmöhus läns hushållningssällskap, vilket 1883 gjorde honom till  hedersledamot och överlämnade åt honom sin stora guldmedalj. 1880–91 var han ordförande i styrelsen över Alnarps lantbruksinstitut och utnämndes 1881 till hedersledamot av Lantbruksakademien. Sedan sin faders död 1870 var han innehavare av egendomen Börringekloster och grevskapet Beck-Friis.
Beck-Friis har fått gator uppkallade efter sig i bland annat Trelleborg och Ljunghusen. I Trelleborg är han främst känd för att ha kämpat för Trelleborgs hamn, och i Ljunghusen är han främst känd för att ha planterat ljungen som indirekt gav orten dess namn.
Han var gift med Stina Nordenfeldt och far till Corfitz, Sigvard, Lave, Joachim och Augustin Beck-Friis. Genom sin son Lave var han farfars far till Lisbeth Palme.

## Utmärkelser

### Svenska utmärkelser
- Kommendör av första klassen av Nordstjärneorden, 1 december 1879.[5]
- Riddare av Nordstjärneorden, 8 maj 1860.[5]
- Kommendör med stora korset av Vasaorden, 21 juli 1881.[5]
- Kommendör av Vasaorden, 4 augusti 1865.[5]
- Riddare av Carl XIII:s orden, 11 februari 1878.[5]

### Utländska utmärkelser
- Storkorset av Danska Dannebrogorden, 22 juli 1881.[5]
- Kommendör av Danska Dannebrogorden, 23 juni 1860.[5]